# Standard Life Aberdeen

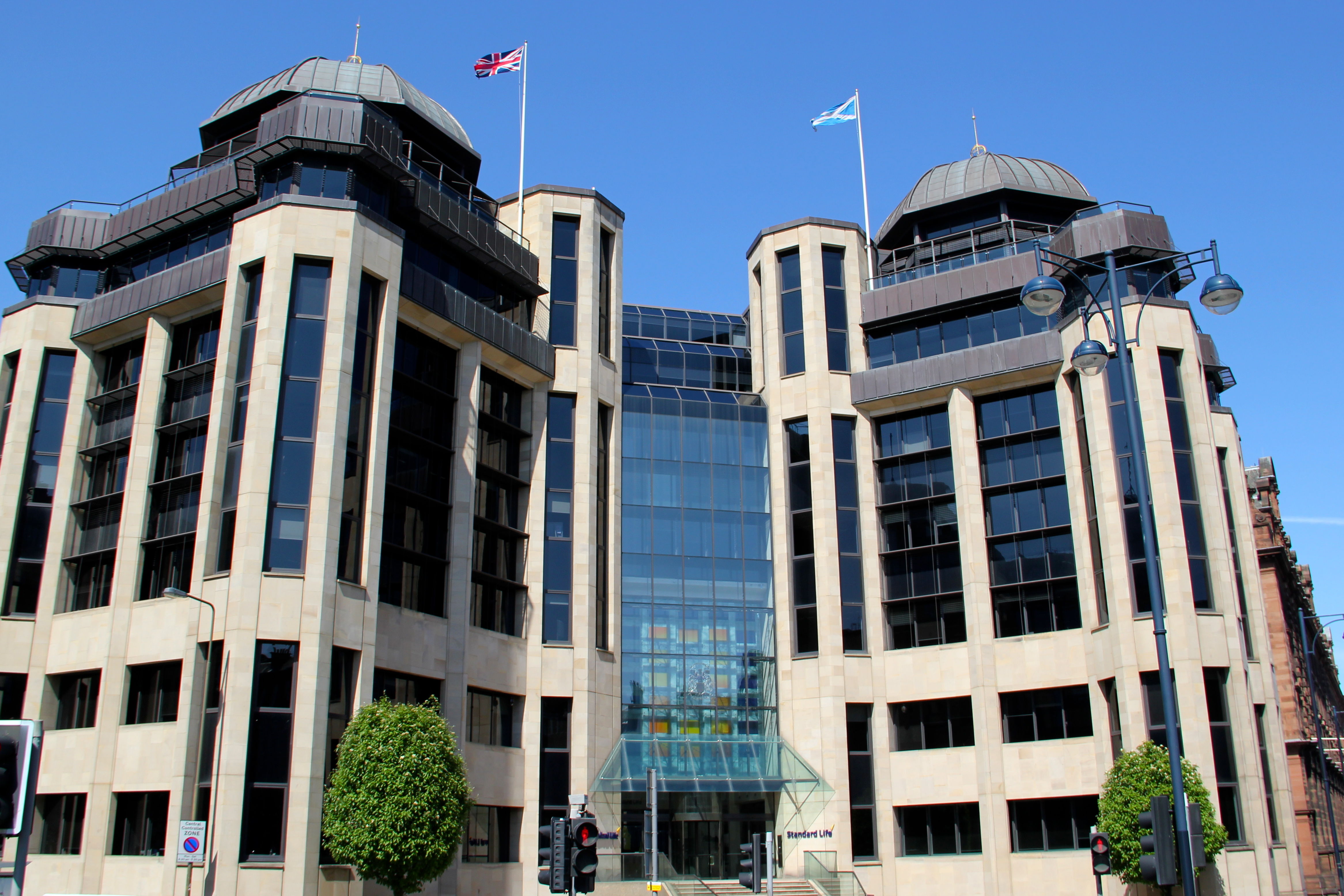
Bâtiment du siège social situé à
30 Lothian Road à Édimbourg, Écosse

Standard Life Aberdeen (LSE : SLET) est une compagnie d'assurance ayant son siège social à Édimbourg, où ses 7 500 salariés en font un des grands employeurs de la capitale de l'Écosse.
Elle compte 12 000 salariés à l'échelle internationale. Standard Life compte cinq divisions : Standard Life Assurance Company (assurances), Standard Life Bank (banque), Standard Life Investments (finance), Standard Life Healthcare (mutuelle de santé) et Standard Life International (établissement international).
Des sept millions de clients de la Standard Life, cinq millions sont au Royaume-Uni, dont 2,6 millions sont des membres de la mutuelle avec participation aux profits.

## Histoire
La compagnie d'assurances Standard Life ("Standard Life Assurance Company") a été créée en 1825 et son premier acte constitutif, voté par le Parlement en 1882. C'est en 1925 que Standard Life devint  mutuelle d'assurances. À l'origine, le groupe Standard Life fonctionnait uniquement par les agences de la mutuelle du Royaume-Uni et par ses filiales dans quelques autres pays. Sa division canadienne fut lancée en 1833 et ses opérations en Irlande commencèrent en 1838.
Cette structure perdura jusqu'en 1996 : une branche ouvrit cette année-là à Francfort. L'objectif de cette implantation était l'exportation en Allemagne des modèles anglo-saxons de caisses de retraite et d'assurance-vie. La Standard Life entendait aussi capitaliser sur les occasions que représentait la Directive européenne 92/96/CEE (« troisième directive assurance vie ») et offrir sur ce marché une gamme de produits que les assureurs nationaux ne pouvaient proposer. Dans les années 1990, le groupe a également cherché à diversifier ses opérations dans des domaines qui complétaient ses compétences dans les assurances-vie et les pensions, pour se positionner comme un groupe financier à part entière et proposant tous types de services.
Le 31 mai 2006, les membres de Standard Life ont voté en faveur de la Résolution spéciale pour la démutualisation de la compagnie d'assurances et pour l'introduction de Standard Life plc à la bourse de Londres. Le 15 septembre 2006, la société a intégré l'indice FTSE 100.
En mars 2007, Standard Life a annoncé qu'un millier d'emplois seraient supprimés dans le but d'économiser 100 millions de £ par an (environ 150 millions d'euros).
En mars 2014, Standard Life annonce l'acquisition d'Ignis Asset Management pour 390 millions de livres.
En Septembre 2014, la Financière Manuvie acquiert les activités canadiennes, principalement situées au Québec, de Standard Life pour 3,7 milliards de dollars.
Le 6 mars 2017, le groupe Standard Life et le groupe Aberdeen Asset Management ont annoncé  leur fusion pour 11 milliards de livres.

## Principaux actionnaires
Au 27 janvier 2020:
| The Vanguard Group                    | 3,51% |
| BlackRock Fund Advisors               | 2,55% |
| Fidelity Management & Research        | 2,25% |
| Legal & General Investment Management | 2,14% |
| M&G Investment Management             | 2,11% |
| Jupiter Asset Management              | 1,61% |
| Hargreaves Lansdown Stockbrokers      | 1,58% |
| BlackRock Investment Management       | 1,53% |
| Artemis Investment Management         | 1,45% |
| J.O. Hambro Capital Management        | 1,41% |